# Louis Alphonse Salvétat
Louis Alphonse Salvétat, född 1820 i Paris, död 1882, var en fransk kemist. 
Salvétat blev 1841 kemist vid porslinsfabriken i Sèvres och 1846 professor i teknologi vid École des arts et manufactures i Paris samt direktör för de kemiska arbetena i Sèvres. Han författade bland annat Cours de technologie chimique (1874) och Leçons de céramique (två band, 1875).